# Apskritis de Vilnius
L'apskritis de Vilnius (en lituanien : Vilniaus apskritis) est le plus grand des dix apskritys de Lituanie. Il est situé dans l'Est du pays, autour de la capitale Vilnius. Cet apskritis compte 850 324 habitants et couvre une superficie de 9 731 kilomètres carrés.

## Histoire
Jusqu'à partition de la Pologne, à la fin du XVIIIe siècle, cette région appartenait aux voïvodies de Vilnius et de Trakai de la république des Deux Nations. Sous la Russie impériale, elle était intégrée au kraï du Nord-Ouest et recouvrait approximativement le gouvernement de Vilnius. Durant la Première Guerre mondiale, la région est occupée à partir de 1915 par l'armée allemande.
Après le début de la guerre russo-polonaise, en 1919, il est occupé par l'Armée rouge, avant qu'elle ne soit repoussée par l'armée polonaise. En 1920, il est de nouveau occupé par l'Armée rouge mais les soviets reconnaissent officiellement la souveraineté de la Lituanie sur la ville de Vilnius après leur défaite à la bataille de Varsovie. Durant leur retraite les bolcheviks transfèrent la souveraineté de la région à la Lituanie. Józef Piłsudski, chef de l'armée polonaise, ordonne la reconquête de la ville sans déclarer la guerre à la Lituanie. Les forces polonaises capturent la région sans opposition significative des lituaniens. Un État fantoche (république de Lituanie centrale) est constitué puis annexé à la Pologne en 1922.
À la suite du Pacte germano-soviétique et à l'invasion de la Pologne, la région tombe en 1939 aux mains des Soviétiques, qui la transfèrent immédiatement à la Lituanie avant de les annexer l'année suivante. En 1940, elle est reprise par les Nazis.
L'apskritis de Vilnius est divisé en huit municipalités :
- municipalité du district de Šalčininkai ;
- municipalité du district de Širvintos ;
- municipalité du district de Švenčionys ;
- municipalité du district de Trakai ;
- municipalité du district d'Ukmergė ;
- municipalité du district de Vilnius ;
- municipalité d'Elektrėnai ;
- municipalité de Vilnius-ville.